# پارک موگوسائن
پارک موگوسائن (به ژاپنی: 百草園) یکی از پارک‌های واقع در شهر هینو در توکیو پایتخت ژاپن است. این پارک به داشتن شکوفه آلو معروف است.

## رسیدن به پارک
- شرکت راه آهن کیئو، خط کیئو ایستگاه موگوسائن . پیاده تا پارک ۱۰ دقیقه راه است.